# Колёса низкого давления
Колёса (шины) низкого давления — это элемент ходовой части механического транспортного средства, предназначенного для внедорожного применения. Данные колёса получили в последнее время[когда?] очень широкое[насколько?] применение. 
Шины низкого давления устанавливаются на квадроциклы, трициклы, тяжёлые мотоциклы (типа эндуро), снегоболотоходы, вездеходы, внедорожные прицепы, автомобили. Принципиальное устройство колёс такое же, как и у автомобильной шины: колёсный диск (стальной штампованный или литой алюминиевый) и бескамерная шина.

## Назначение
Физические особенности данных колёс заключаются в большом объёме воздушных камер, что обеспечивает плавучесть и амортизирующие свойства, а низкое давление требуется для увеличения площади опоры на грунт или снег. Наиболее часто применяемые виды протектора: грязевая («ёлочка») или спортивная («шашечки»).

## Размеры колёс
Законодателями в области колёс низкого давления являются американские, канадские и японские производители: BRP, Polaris, Arctic Cat, Honda, Yamaha, Suzuki, Kawasaki. Поэтому, несмотря на многочисленность производителей данных изделий, применяемые размеры совпадают с колёсами, применяемыми для продукции указанных семи производителей.
Колёсная формула данных изделий отличается от автомобильной:
- первое значение (в дюймах) — означает диаметр колеса (шины);
- второе значение (в дюймах) — показывает ширину колеса (шины);
- третье значение (в дюймах) — отражает посадочный диаметр колёсного диска, например — 26"×12"-10".

## Межболтовое расстояние
Межболтовое расстояние (PCD), «разболтовка» или «розетка диска» так же, как и размер колёс, соответствует моделям техники указанной семёрки производителей (первое значение — количество болтов или шпилек, второе значение — расстояние между центрами болтовых отверстий):
- BRP — 4×137 мм
- Arctic Cat — 4×115 мм
- Honda, Yamaha, Suzuki, Kawasaki, Stels — 4×110 мм
- Polaris — 4×156 мм

## Вылет диска
Формула вылета (выноса) колёсного диска говорит о смещении центральной продольной оси посадочной части диска относительно края ступицы. Бывает положительный (ET+) и отрицательный (ET-) вылет. Данная величина крайне важна при подборе диска для различных конструкций техники, так как излишний положительный вылет приводит к трению шины о рулевую рейку или корпус, а излишний отрицательный вылет скажется на безопасности во время движения — грязь, песок и камни от широко выступающих за пределы корпуса колёс будет лететь в людей (как дополнительное средство этого избежать — это установка расширителей колёсных арок).
В отдельных случаях для увеличения устойчивости намеренно искусственно увеличивают ширину колеи с помощью колёсных проставок, которые крепятся к ступице, а к ним соответственно, прикручивается колёсный диск. Проставки также широко применяются для перехода с одного типа межболтового расстояния ступицы на другой тип, который имеет данный колёсный диск.